# Acanthoscelides triangularis
Acanthoscelides triangularis is een keversoort uit de familie bladkevers (Chrysomelidae). De wetenschappelijke naam van de soort werd in 1831 gepubliceerd door Thomas Say.